# Les Ados
Pour les articles homonymes, voir Adolescent (homonymie).
Les Ados - Laura et Ludo est une série de bande dessinée française écrite et dessinée par Florence Cestac et éditée par Dargaud.

## Description
Histoires humoristiques de deux adolescents vivant chez leurs parents qui ne comprennent rien et leur mènent la vie dure. À moins que ce ne soient les parents de Laura et Ludo qui tentent de s'adapter aux us et coutumes de cette étrange espèce…

## Albums
- Les Ados Laura et Ludo, Dargaud :

1. Laura et Ludo, 2006  (ISBN 2-205-05688-3)
2. Laura et Ludo 2, 2007  (ISBN 978-2-205-06004-1)
3. Laura et Ludo 3, 2008  (ISBN 978-2-205-06162-8)
4. Laura et Ludo 4, 2010  (ISBN 978-2-205-06413-1)

## Publications

### Périodiques
- Le Monde des ados

### Éditeurs
- Dargaud : tomes 1 à 4 (première édition des tomes 1 à 4)